# Anxiety (Felicia-Lu-Kürbiß-Lied)
Anxiety (englisch für „Angst“) ist ein Popsong von Felicia Lu Kürbiß. Sie nahm mit dem Stück an Germany 12 Points, der deutschen Vorentscheidung zum Eurovision Song Contest 2022, teil und belegte den vierten Platz. 

## Entstehung und Veröffentlichung
Der Song wurde von Kürbiß im Oktober 2021 während eines Studioaufenthalts geschrieben. Die Songschreiberin, die das Stück auch singt, hatte zu dem Zeitpunkt mit einer Blockade zu kämpfen und konnte einen anderen Song nicht fortsetzen. Sie beschrieb die Situation wie folgt:

„Ich hatte eigentlich zusammen mit meinem Producer Dany Weisz, an einem komplett anderen Song gearbeitet und kam da irgendwie nicht mehr weiter und meinte spontan, dass wir doch kurz was komplett Neues anfangen sollen. Da mich die Thematik bereits mein Leben begleitet und ich auch an diesem Tag sehr mit dem Gefühl konfrontiert war, hat der Song sich quasi wie von selbst geschrieben und es bedeutet mir sehr viel, dass die Jury sich dafür entschieden hat und ich damit antreten darf.“

Das Lied erschien am 29. Oktober 2021. Nach dem Aufruf zu einem offenen Casting für Germany 12 Points reichte sie den Song ein und schaffte es unter die letzten sechs Teilnehmer, die sich am 4. März 2022 dem Publikum in einer öffentlichen Vorentscheidung zur Wahl stellten. Kürbiß belegte den 4. Platz. Den Entstehungsprozess begleitete sie mit verschiedenen Videos auf ihrem YouTube-Kanal.

## Musikalisches und Inhalt
Der Popsong beschreibt die Angst eines Menschen und den Versuch, sie zu überwinden. Hintergrund ist dabei die Soziophobie, an der Kürbiß seit ihrer Kindheit leidet.
Für die deutsche Vorentscheidung arbeitete Kürbiß an einer Live-Version, um sie ihren Vorstellungen eines ESC-Songs anzupassen. Diese Version wurde am 22. Dezember 2023 als Studioproduktion veröffentlicht. So wurden Änderung am Arrangement vorgenommen und die Länge des Beitrags angepasst.

## Musikvideo
Das Video entstand bedingt durch die Corona-Infektion in Eigenregie von Kürbiß in ihrer Wohnung in Wien. Innerhalb von fünf Tagen wurden die Einstellungen des Videos gedreht, drei weitere Tage wurden für die Postproduktion benötigt. Das Musikvideo und ein Making-of wurde im Februar 2022 auf dem YouTube-Kanal von Kürbiß' Plattenlabel Global Rockstar veröffentlicht.